# Egypt na Letních olympijských hrách 1952
Egypt se účastnil Letní olympiády 1952 ve finských Helsinkách ve 14 sportech. Zastupovalo ho 106 sportovců.

## Medailové pozice
| Medaile | Jméno       | Sport | Disciplína                 |
| ------- | ----------- | ----- | -------------------------- |
| Bronz   | Abdel Rašíd | Zápas | Muži řecko-římský do 62 kg |